# Annabelle Wallis
Annabelle Frances Wallis (Oxford, 25 de septiembre de 1984) es una actriz británica.
Es conocida por haber interpretado a la reina Jane Seymour en la serie The Tudors (2009) y a Grace Burgess en Peaky Blinders (2013-2019), así como por protagonizar las películas de terror Annabelle (2014), Maligno (2021) y la película de aventuras La momia (2017).

## Biografía
Nació en Oxford, pero poco después de cumplir un año su familia se trasladó a Cascais, Portugal, donde creció practicando varios deportes, entre ellos paintball y motocross. Asistió a la St. Dominic's International School (una escuela internacional con estudiantes de diferentes continentes), por lo que habla con fluidez inglés (su lengua materna), portugués, y habla español, francés, y armenio en un nivel intermedio.
De niña hizo varios cortos en Portugal, hasta que con 18 años se mudó a Londres, Inglaterra. Comenzó a hacer apariciones en varios comerciales y a averiguar acerca de las escuelas dramáticas locales, hasta que, finalmente, se decidió a encontrar su propio agente.
Annabelle es sobrina del actor Richard Harris y prima de los actores Jared Harris, Jamie Harris y del director Damian Harris por su lado materno. Es pariente de la cantante y actriz de teatro Marie Lloyd, por su lado paterno, y tiene un hermano mayor llamado Francis que trabaja como creador para Familia Productions.
En 2011, comenzó a salir con el modelo James Rousseau, pero la relación terminó en 2013.
Desde agosto de 2015 hasta junio de 2017, fue novia del músico Chris Martin, vocalista de la banda Coldplay.
En abril del año 2018 comenzó una relación con el actor estadounidense Chris Pine. Sin embargo, en marzo del 2022 se confirmó que ya no estaban juntos.

## Carrera cinematográfica

### 2005-2012
En 2005, Wallis apareció en un episodio de la serie Jericho y en la película de Bollywood Dil Jo Bhi Kahey. En los siguientes cuatro años actuó en varias películas, entre ellas Body of Lies con Leonardo DiCaprio y Steel Trap.
En 2009, ingresó al elenco de la tercera temporada de la serie The Tudors, donde interpretó a la reina Jane Seymour, la tercera esposa del rey Enrique VIII, durante cinco episodios. Anteriormente, el personaje de Jane Seymour había sido interpretado por Anita Briem. Wallis regresó a la serie en el último episodio de la cuarta temporada.
En junio de 2011, actuó en W.E., donde tuvo el rol de Arabella Green. También personificó a Bridget Pierce, una agente de inteligencia inglesa encubierta como azafata, en la serie de ABC Pan Am, sobre la era dorada de la famosa aerolínea estadounidense durante los años 60. Ese mismo año, interpretó a Amy en X-Men: primera generación.
En 2012, participó como la imagen de Sara, la esposa fallecida de Eric, el cazador (Chris Hemsworth), en Snow White & the Huntsman. Ese mismo año, apareció en el documental de su amigo y músico Jared Leto, Artifact.

### 2013-2016
En 2013, se unió al elenco de la serie Peaky Blinders, como la camarera irlandesa Grace Burgess. Con un reparto integrado por los actores Cillian Murphy, Sam Neill y Helen McCrory, entre otros, la serie fue aclamada por la crítica y el público. El papel de Grace es visto como un "momento decisivo" en la carrera de Annabelle.
En 2014, interpretó a Muriel Wright, una joven que inspiró al autor Ian Fleming (Dominic Cooper) para crear a las chicas Bond, en los dos primero episodios de la miniserie Fleming: The Man Who Would Be Bond. También trabajó en The Musketeers, como la condesa Ninon De Larroque, una activista por los derechos de las mujeres. Antes de finalizar el año, protagonizó con el papel de Mia Form la cinta de terror Annabelle, dirigida por John R. Leonetti y producida por James Wan. La película fue un éxito de audiencia y ocupó el segundo lugar en la taquilla estadounidense, pero no logró convencer a la crítica. Sin embargo, la actuación de Wallis fue aclamada y le valió una nominación a los MTV Movie & TV Awards 2015 en la categoría Best-Scared-As-S**t Performance. Annabele volvió a representar a Mia Form en Annabelle: Creation (2017).
En 2016, actuó en la cinta Grimsby, junto con Sacha Baron Cohen y Mark Strong. También protagonizó las películas Come and Find Me, con Aaron Paul, y Mine, con Armie Hammer.

### 2017-2021

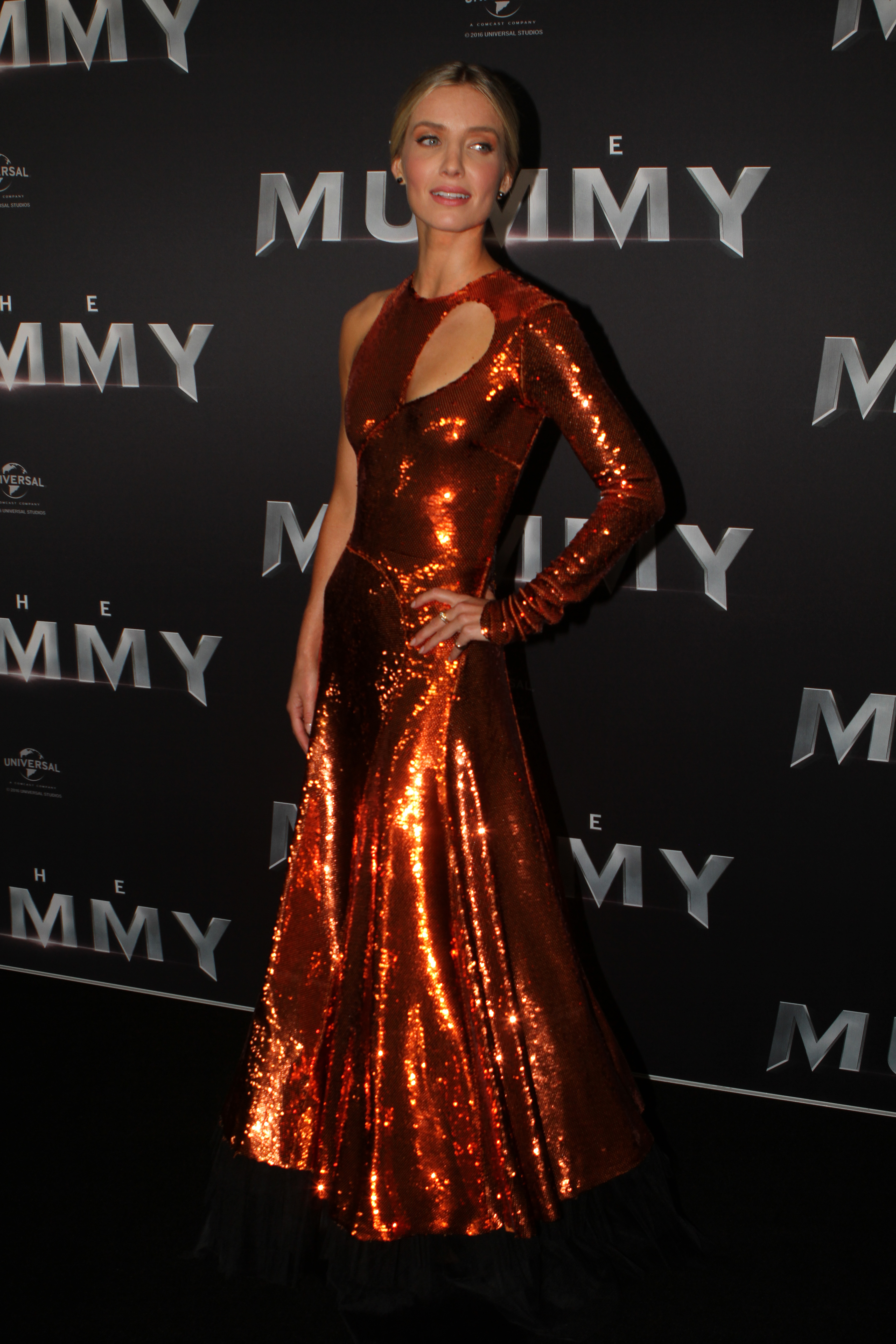
Wallis en 2017.

En 2017, formó parte de la película King Arthur: Legend of the Sword, dirigida por Guy Ritchie, en la cual personificó a la doncella Maggie. La película no logró tener una buena recepción con la crítica. También en ese año, protagonizó la película de acción y aventuras The Mummy, al lado de Tom Cruise, Russell Crowe y Sofia Boutella. Wallis realizó la mayoría de sus escenas de acción sin un doble de riesgo. La película es un fracaso crítico y comercial y llegó a comprometer el futuro del Dark Universe creado por Universal Pictures.
Desde 2018, es embajadora de joyas para Cartier y el rostro de su reloj Panthère de Cartier.
En 2018, Wallis interpretó el papel femenino protagonista de la película de comedía Tag (!Tú la llevas!), al lado de un reparto masculino compuesto por Jon Hamm, Jeremy Renner, Ed Helms, Jake Johnson y Hannibal Buress. Ese mismo año, se unió al universo de Star Trek prestando su voz a Zora, una inteligencia artificial, en el segundo capítulo de la miniserie Star Trek: Short Treks creada por Alex Kurtzman (director de La momia).
En 2019, interpretó a Laurie Luhn, responsable de la reserva en Fox News y una de las principales víctimas de abuso sexual de Roger Ailes (interpretado por Russell Crowe) en la miniserie The Loudest Voice. Tanto la serie como la actuación de Wallis fueron bien recibidas por el público y la crítica. También en ese año, retomó su papel de Grace Burgess para la quinta temporada de Peaky Blinders. En 2019, se unió al thriller de ciencia ficción Warning, escrito y dirigido por Agata Alexander.
En febrero de 2020, rodó la primera película de la directora francesa Camille Griffin, Silent Night, con Keira Knightley, Matthew Goode y Roman Griffin Davis. En junio de 2020, Wallis interpretó a Buttercup junto a su compañero Chris Pine, quien interpretó a Westley, en la miniserie fantástica y cómica Home Movie: The Princess Bride. La serie buscó rendir homenaje a la película The Princess Bride (1987) y colaborar con la asociación World Central Kitchen. Ese mismo año, protagonizó el thriller Cazador de silencio con Nikolaj Coster-Waldau y Hero Fiennes-Tiffin.
En 2021, apareció en la película de ciencia ficción Boss Level de Joe Carnahan. También en ese año, Wallis protagonizó la película de terror Maligno, dirigida por James Wan.

## Trabajo filantrópico

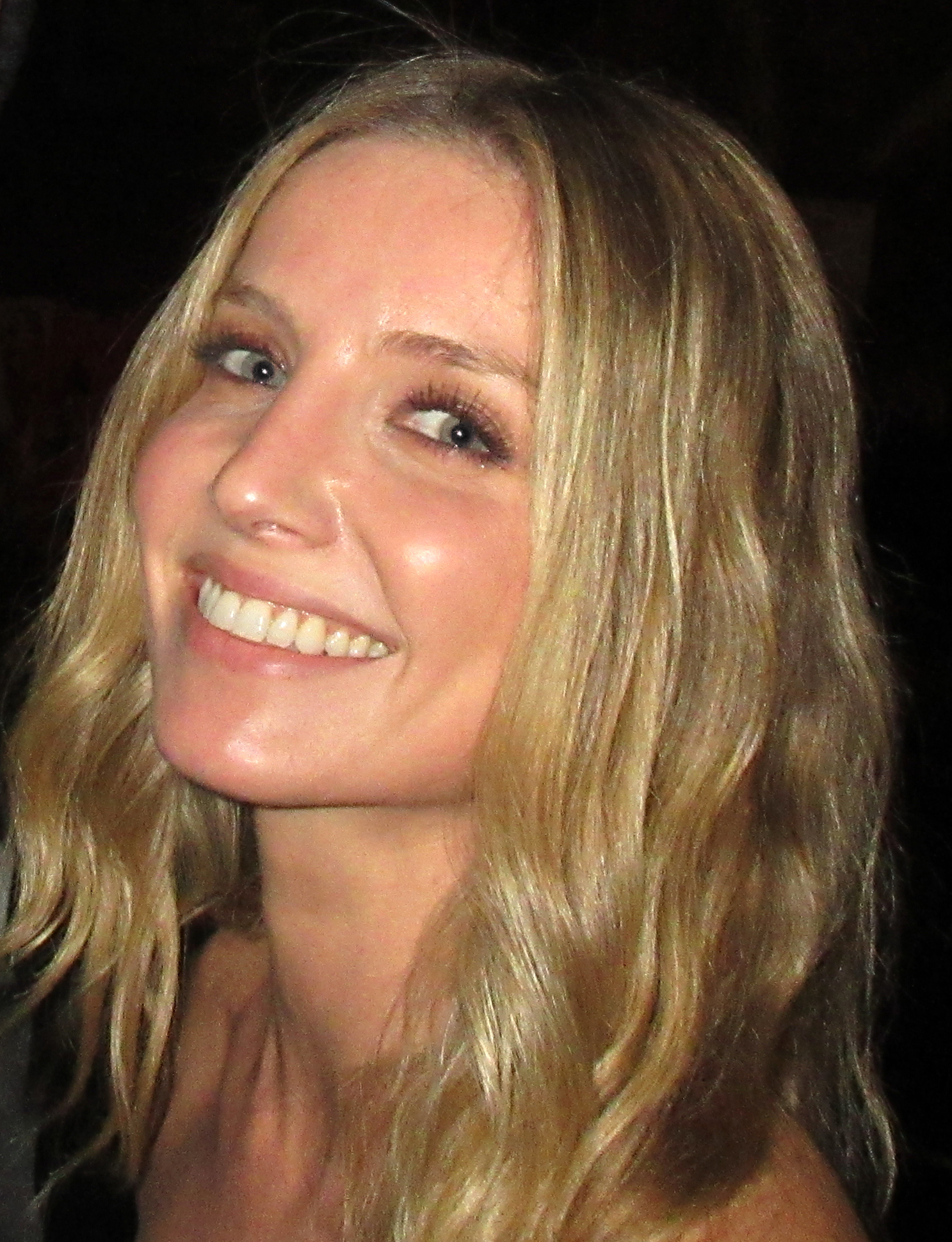
Wallis en enero de 2019.

Wallis es una feminista reconocida. En febrero de 2018, asistió al evento Letters Live organizado por Net-à-Porter en Los Ángeles, donde leyó una carta de la sufragista Emmeline Pankhurst. El dinero recaudado fue donado a Women for Women International.
También habló en contra del Brexit y, en junio de 2018, participó en la campaña #DontFuckMyFuture, buscando concienciar a la juventud para que votaran en contra de la salida del Reino Unido de la Unión Europea.
Wallis apoya a Save the Children y participó en la campaña Christmas Jumper en noviembre de 2018. Está afiliada a la ONG Help Refugees y su proyecto Choose Love el cual provee de ayuda humanitaria a refugiados alrededor del mundo y aboga por ellos. Asistió al lanzamiento de la tienda Choose Love en Los Ángeles, en diciembre de 2019. En septiembre de 2019 se unió al proyecto U.n.I (You & I) ("Tú y yo) para la UNICEF.
En abril de 2020, durante la pandemia por COVID-19 Wallis se alió con su amiga, la diseñadora de modas Georgia Hardinge, para recaudar fondos para la caridad Age UK. Junto con otras celebridades, Wallis se unió al movimiento #SaveWithStories en compañía de Save the Children y No Kid Hungry. El movimiento buscó proveer diversión y educación a niños que se quedaron en casa durante la pandemia. Las donaciones hechas a #SaveWithStories ayudaron a los niños y familias más afectados durante la crisis del COVID-19 alrededor del mundo, proveyendo comida, acceso a fuentes educativas y bienes del hogar.

## Filmografía completa

### Cine
| Cine | Cine                             | Cine                            | Cine                                    |
| Año  | Título original                  | Personaje                       | Notas                                   |
| ---- | -------------------------------- | ------------------------------- | --------------------------------------- |
| 2005 | Dil Jo Bhi Kahey...              | Sophie Besson / Savirti Pradhan | Película de Bollywood / Papel principal |
| 2006 | True True Lie                    | Paige                           | Papel principal                         |
| 2007 | Steel Trap                       | Melanie                         | Papel principal                         |
| 2009 | Right Hand Drive                 | Ruth                            | Papel secundario                        |
| 2009 | Body of Lies                     | Novia de Hani                   | Papel secundario                        |
| 2010 | The Lost Future                  | Dorel                           | Papel principal                         |
| 2011 | X-Men: First Class               | Amy                             | Papel secundario                        |
| 2011 | W.E.                             | Arabella Green                  | Papel secundario                        |
| 2012 | Snow White & the Huntsman        | Sara                            | Solo imagen                             |
| 2012 | Artifact                         | Ella misma                      | Documental                              |
| 2013 | Hello Carter                     | Kelly                           | Papel secundario                        |
| 2014 | Annabelle                        | Mia Form                        | Papel principal                         |
| 2015 | Grimsby                          | Lina Smit                       | Papel secundario                        |
| 2015 | Mine                             | Jenny                           | Papel principal                         |
| 2015 | Sword of Vengeance               | Annabelle                       | Papel principal                         |
| 2016 | Come and Find Me                 | Claire                          | Papel principal                         |
| 2017 | King Arthur: Legend of the Sword | Maggie                          | Papel secundario                        |
| 2017 | The Mummy                        | Jenny Halsey                    | Papel principal                         |
| 2017 | Annabelle: Creation              | Mia Form                        | Cameo                                   |
| 2018 | Tag                              | Rebecca Crosby                  | Papel principal                         |
| 2020 | Cazador de silencio              | Sheriff Alice Gustafson         | Papel principal                         |
| 2021 | Boss Level                       | Alice                           | Papel secundario                        |
| 2021 | Maligno                          | Madison Hasson                  | Papel principal                         |
| 2021 | Warning                          | Nina                            |                                         |
| 2021 | Silent Night                     | Sandra                          |                                         |

### Televisión
| Series y telefilmes | Series y telefilmes                | Series y telefilmes  | Series y telefilmes                    |
| Año                 | Título                             | Personaje            | Notas                                  |
| ------------------- | ---------------------------------- | -------------------- | -------------------------------------- |
| 2005                | Jericho                            | Lizzie Way           | Episodio: "The Killing of Johnny Swan" |
| 2007                | Diana: Last Days of a Princess     | Kelly Fisher         | Telefilm                               |
| 2009                | Ghost Town                         | Serena               | Telefilm                               |
| 2009-2010           | The Tudors                         | Jane Seymour         | 5 episodios                            |
| 2010                | The Lost Future                    | Dorel                | Telefilm                               |
| 2011                | Strike Back: Project Dawn          | Dana Van Rijn        | 2 episodios                            |
| 2011-2012           | Pan Am                             | Bridget Pierce       | 4 episodios                            |
| 2013-2016; 2019     | Peaky Blinders                     | Grace Burgess/Shelby | 19 episodios                           |
| 2014                | The Musketeers                     | Ninon De Larroque    | Episodio: "A Rebellious Woman"         |
| 2014                | Fleming: The Man Who Would Be Bond | Muriel Wright        | Miniserie; 2 capítulos                 |
| 2018                | Star Trek: Short Treks             | Zora                 | Episodio: "Calypso"                    |
| 2019                | The Loudest Voice                  | Laurie Luhn          | Miniserie; 7 capítulos                 |
| 2020                | Home Movie: The Princess Bride     | Buttercup            | Miniserie                              |
| 2020-2021           | Star Trek: Discovery               | Zora                 | 3 episodios                            |

### Teatro
| Teatro | Teatro    | Teatro    | Teatro               |
| Año    | Título    | Personaje | Notas                |
| ------ | --------- | --------- | -------------------- |
| —      | Adulthood | Adulencia | Teatro Príncipe Real |

### Vídeos musicales
| Vídeos musicales | Vídeos musicales     | Vídeos musicales | Vídeos musicales               |
| Año              | Título               | Artista          | Notas                          |
| ---------------- | -------------------- | ---------------- | ------------------------------ |
| 2014             | Divine Love          | Victoria+Jean    | Dirección: Anita Fontaine      |
| 2016             | Hymn for the Weekend | Coldplay         | Dirección: Ben Mor             |
| 2019             | U.n.I (You&I)        | Multiple         | Canción caritativa para UNICEF |

## Discografía
- Voz en la canción "Up & Up" del álbum A Head Full of Dreams, del grupo británico Coldplay.

## Premios y nominaciones
| Año  | Categoría                       | Premio                             | Película  | Resultado |
| ---- | ------------------------------- | ---------------------------------- | --------- | --------- |
| 2015 | Best Scared-As-S**t Performance | MTV Movie Award                    | Annabelle | Nominada  |
| 2018 | EDA Special Mention             | Alliance of Women Film Journalists | La Momia  | Nominada  |